# Еменец (озеро)
Еменец — озеро в Лобковской волости Невельского района Псковской области, к юго-западу от города Невель. По северо-восточному берегу граничит с Артёмовской, по северному побережью — с Плисской, по западному берегу — с Новохованской волостями.
Площадь — 4,52 км² (452 га, с островами — 4,54 км² или 454 га). Максимальная глубина — 3,3 м, средняя глубина — 2,0 м.
На берегу озера расположены деревни: Еменец (Лобковской волости), Тарасово (Артёмовской волости), Рыкшино (Плисской волости).
Проточное. Относится к бассейну реки Еменка, притока реки Ловать.
Тип озера лещово-судачий. Массовые виды рыб: щука, окунь, плотва, лещ, красноперка, елец, голавль, судак, язь, густера, пескарь, щиповка, верховка, уклея, линь, налим, вьюн, карась, карп (единично).
Для озера характерно илисто-песчаное дно.